# Briganti - Amore e libertà
Briganti - Amore e libertà è un film del 1993 diretto da Marco Modugno.
La pellicola, diretto dal figlio del celebre cantante e attore Domenico Modugno e con protagonisti Claudio Amendola e Monica Bellucci, venne presentata alla Mostra internazionale d'arte cinematografica di Venezia.

## Trama
1838. In un paesino del Regno delle Due Sicilie (individuabile come Castelluccio Valmaggiore, in provincia di Foggia) appartenente al feudo dei baroni Sangermano della Foresta, il bandito Giuseppe Caruso, intento in un amplesso campestre con la sua donna Maria viene sorpreso e ucciso da Malacarne, campiere dei Sangermano. Dopo nove mesi nascono nello stesso giorno Giovanni, figlio di Maria, e Costanza, erede dei Sangermano, nata dalla tresca amorosa tra sua madre e il suo amante, morto in Africa tempo prima. La madre di Costanza muore di parto per cui la bimba viene affidata a balia proprio alla madre di Giovanni.
I due fanciulli sono così uniti dal destino, crescono insieme e fra loro si crea una forte amicizia, che cresce fino a diventare amore. I due, appena adolescenti, vengono scoperti mentre si scambiano il primo bacio; lui viene cacciato dalla casa baronale e abbandonato al suo destino, riuscendo appena in tempo ad uccidere Malacarne, segretamente incaricato dal barone di ammazzarlo, mentre lei, offrendo finalmente la possibilità al suo patrigno di liberarsi del frutto del tradimento di sua moglie, viene rinchiusa in monastero per scontare il suo peccato e prepararsi a diventare monaca.
Nel seguito evolvono gli eventi: siamo nel 1860 e il regno dei Borbone delle Due Sicilie viene conquistato e annesso al neonato Regno d'Italia. Con i conventi presi d'assalto dai piemontesi, Costanza non può più diventare monaca e torna nella casa paterna ormai fatiscente, dove il patrigno è composto sul letto di morte. Il suo cuore è sempre legato a Giovanni, che nel frattempo si era arruolato con l'esercito borbonico, ma poi era entrato in un gruppo di ribelli filoborbonici, capitanati da Frappeste, impegnati in una guerriglia senza speranza contro le truppe garibaldine e piemontesi (i cosiddetti briganti).
Saputo che Costanza è uscita dal monastero, Giovanni torna a cercarla e si riaccende l'intesa tra loro. Dopo alterne vicende che vedono Costanza impegnarsi in un matrimonio d'interesse, della durata di appena un giorno, e il massacro finale della banda dei briganti ad opera di una pattuglia dell'esercito Italiano, Giovanni riesce a salvarsi e si rifugia con Costanza nello Stato pontificio, all'epoca non ancora conquistato dalle truppe italiane, per poi imbarcarsi alla volta della Francia.

## Distribuzione
All'epoca il film non fu mai distribuito nelle sale, ma gode da allora di sporadici passaggi televisivi.